# Invisible
Invisible este al treilea album de studio și al doilea album internațional lansat de cântăreața poloneză Edyta Górniak. Acesta a fost lansat în Polonia sub numele de "Perla".
Albumul a fost dedicat cântărețelor americane Aaliyah și Selena.
După ce Edyta a terminat turneul din 1999 și a lansat primul ei album live, a început să lucreze la al doilea album internațional. Deoarece ultimul ei album de studio a cuprins numai piese în engleză, cântăreața a decis să înregistreze și câteva piese în limba poloneză pentru fanii din țara natală. Acestea au fost puse în anul 2002 într-o ediție specială a albumului, făcută pentru piața poloneză, cu două discuri, numită "Perla". Versiunea internațională a albumului "Invisible" a fost lansată în anul 2003 și a cuprins doar piese în limba engleză.

## Ordinea pieselor pe album
1. Impossible
2. Sit Down
3. Invisible
4. How Do You Know
5. The Story so Far
6. The Day Before the Rain
7. Cross My Heart
8. Make it Happen
9. Hold On Your Heart
10. If You Could
11. As If
12. Can't Say No
13. Whatever it Takes
14. The Story So Far (Uptempo mix)
15. Sleep With Me

### Ediția specială poloneză(Perła)
CD 1
1. Jak najdalej
2. Obłok
3. Nie proszę o więcej
4. Słowa jak motyle
5. Perła
6. Mogę zapomnieć Ciebie
7. Prezenty

CD 2
1. The Story So Far
2. Sit Down
3. The Day Before The Rain
4. How Do You Know
5. Cross My Heart
6. Invisible
7. As If
8. Hold On Your Heart
9. If You Could
10. Make It Happen
11. Whatever It Takes
12. Can't Say No
13. Sleep With Me

## Single-uri promo

### Perła
- Jak najdalej
- Nie proszę o więcej
- Perła
- Słowa jak motyle

### Invisible
- Impossible
- The Story So Far
- Whatever It Takes

## Videoclipuri
- Jak najdalej
- Nie proszę o więcej
- Impossible

## Istoricul lansărilor
- Polonia: 2002 (Perla)
- Lansarea internațională: 2003 (Invisible)